# Chlorotalpa
Chlorotalpa — рід ссавців родини Chrysochloridae. Він містить такі види:
- Chlorotalpa duthieae
- Chlorotalpa sclateri